# Сёйва
Сёйва — посёлок в Гайнском районе Пермского края, административный центр Сёйвинского сельского поселения.

## Описание
Расположен на левом берегу Камы в месте впадения в неё реки Лиз в 34 км к юго-западу от посёлка Гайны, в 140 км к северо-северо-западу от Кудымкара и в 280 км к северо-западу от Перми. Имеется тупиковая подъездная дорога вдоль Камы (через деревни Монастырь и Усть-Чукурья) от автодороги Гайны — Усть-Чёрная.
По данным на 2016 год в посёлке имелись больница, средняя школа, детский сад, клуб и библиотека.
Улицы: Восточная, Железнодорожная, Западная, Камская, Лесная, Центральная.
| 2010 |
| ---- |
| 677  |

## История
Посёлок основан в 1951 году при лесопункте Булатовского леспромхоза. По данным на 1 июля 1963 года, в посёлке проживало 1129 человек. Населённый пункт входил в состав Плесинского сельсовета, с 25 сентября 1981 года до января 2006 года являлся его центром. В июле 1956 года создан Сёйвинский леспромхоз (с 1993 года — АО «Сейва-лес»). Позднее в посёлке появились сплавная контора и строительный участок Гайнского СМУ.
В феврале 2015 года было уточнено официальное наименование посёлка: «Сейва» заменен на «Сёйва».